# Lee Mead
Lee Stephen Mead (Southend-on-Sea, 14 luglio 1981) è un attore e cantante inglese, noto soprattutto come interprete di musical.

## Biografia

### Carriera
Ha recitato nei tour inglesi di Miss Saigon e Tommy, prima di debuttare a Londra nel musical Il fantasma dell'opera nel 2006. Nel 2007 partecipa e vince il talent show Any Dream Will Do e come premio ottiene il ruolo da protagonista nel revival londinese del musical Joseph and the Amazing Technicolor Dreamcoat; rimane nella produzione per seicento repliche, dal 2007 al 2009.
Dopo essersi perfezionato al prestigioso Lee Strasberg Theatre and Film Institute di New York, Lee Mead torna nel Regno Unito con il tour del dramma Il delitto di Lord Arthur Savile di Oscar Wilde. In seguito ha recitato anche nei musical Wicked (Londra, 2010), Legally Blonde (Londra, 2011), Robin Hood (Plymouth, 2013), Chitty Chitty Bang Bang (tour inglese, 2016) e Cinderella (Londra, 2016).

### Vita privata
È stato sposato con l'attrice Denise van Outen dal 2009 al 2013 e la coppia ha avuto una figlia.

## Filmografia

### Televisione
- I fantasmi di Bedlam - serie TV, 1 episodio (2012)
- Casualty - serie TV, 87 episodi (2011-2016)